# Harzelt

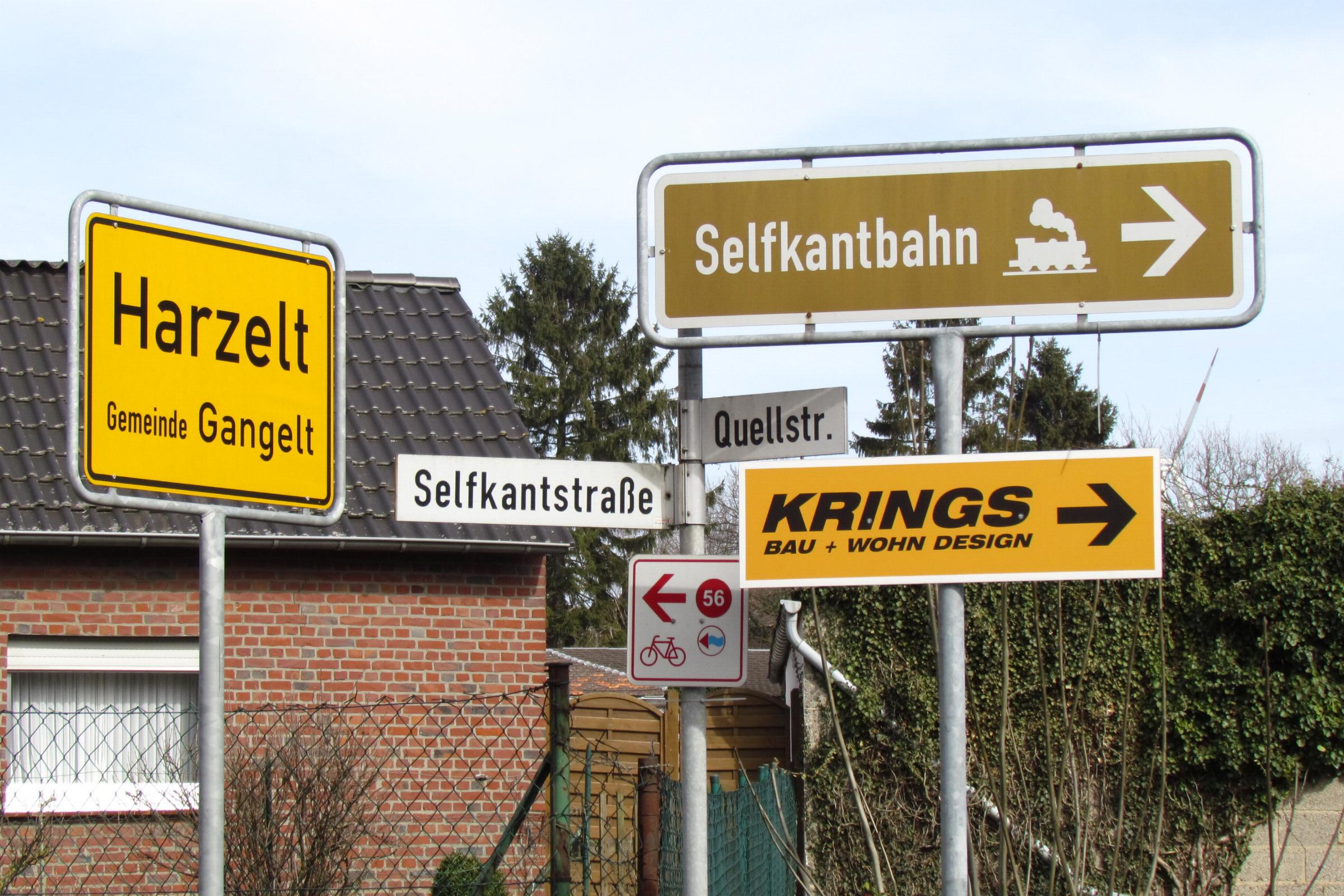
Ortsbeschilderung

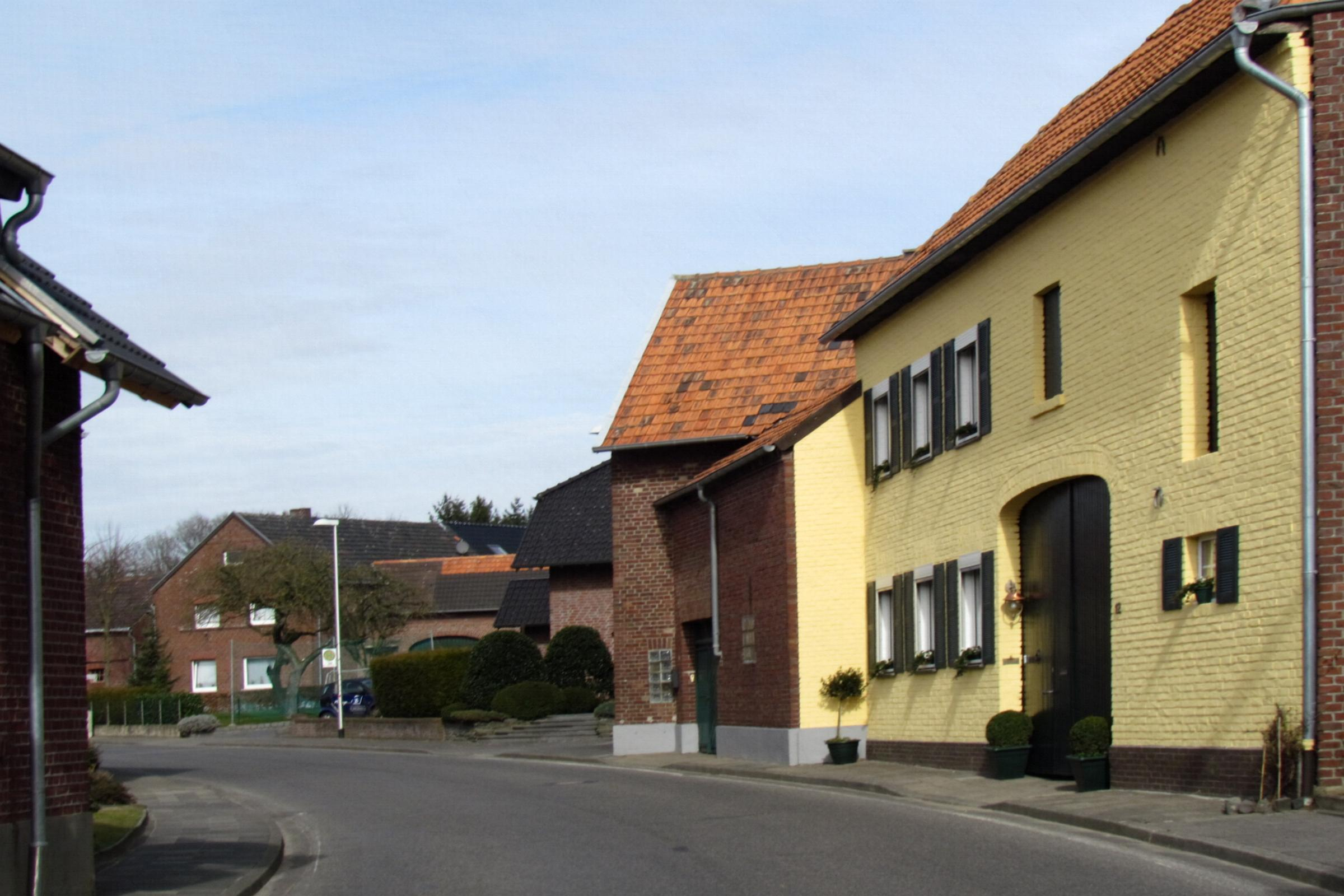
Ortsansicht

Harzelt ist ein Ortsteil der Gemeinde Gangelt im Kreis Heinsberg in Nordrhein-Westfalen.

## Geographie

### Lage
Harzelt liegt ca. 4 km nördlich von Gangelt an der Kreisstraße 3. In der Nähe des Ortes befindet sich am Saeffeler Bach das Naturschutzgebiet Höngener- und Saeffeler Bruch. Der Ort Harzelt grenzt direkt an das Dorf Langbroich und liegt an einem Hang.

### Gewässer
Bei Starkregen und bei Schneeschmelze fließt das Oberflächenwasser aus den Bereich Harzelt in den Saeffeler Bach (GEWKZ 2818222) und dann weiter über den Rodebach in die Maas. Der Saeffeler Bach hat eine Länge von 12,747 km bei einem Gesamteinzugsgebiet von 47,479 km².

### Nachbarorte
| Nachbarheid | Hontem                                      | Laffeld          |
| Breberen    | Kompassrose, die auf Nachbargemeinden zeigt | Pütt             |
| Schümm      | Langbroich                                  | Schierwaldenrath |

### Siedlungsform
Harzelt ist ein mehrzeiliges, beidseitig bebautes Straßendorf am erhöhten Rand des Saeffeler Bachs.

## Geschichte

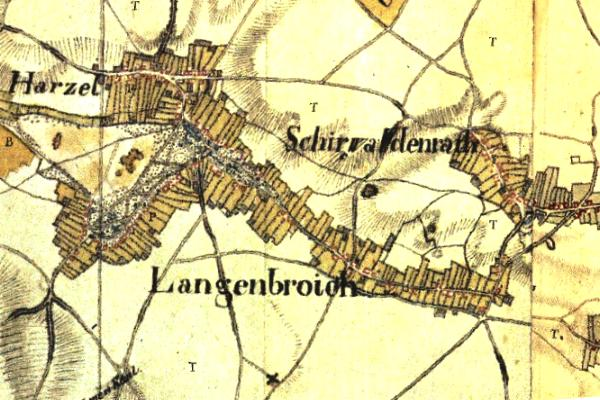
Harzelt auf der Tranchotkarte 1803–1820

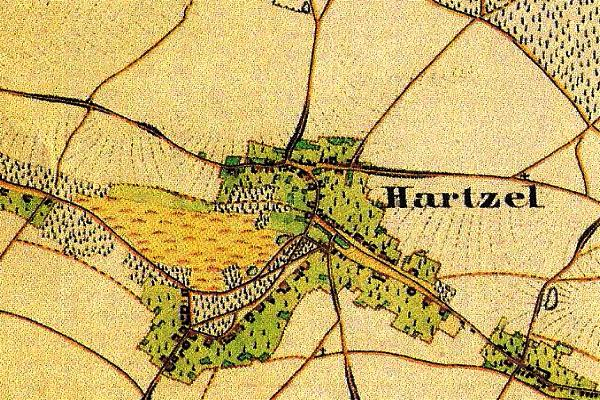
Harzelt auf der Urkatasterkarte von 1846

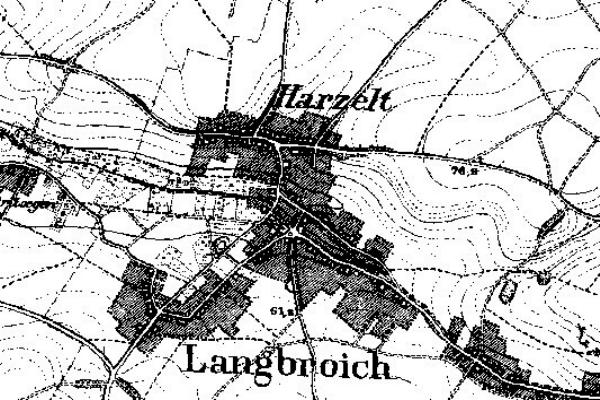
Harzelt auf der Neuaufnahme von 1912

### Ortsname
- 1277 Artcele
- 1312 Harttelt
- 1343 Hertsel
- 1541 Hartzel
- 1820 Harzel
- 1846 Hartzel
- 1912 Harzelt

### Ortsgeschichte
Im Hochmittelalter gehörte Harzelt zusammen mit 38 Ortschaften sowie 32 Einzelgehöften und Rittersitzen den Herren von Millen und zum Jülicher Amt Millen. Der Ort war 1277 im Havertwald berechtigt. Güter zu Harzelt lagen 1343 im Zinsbezirk Breberen der Herrschaft Heinsberg. Im 16. Jahrhundert besaßen die von Budberg unter Harzelt Land, das wahrscheinlich zum Haus Altenburg in Breberen gehörte. Der Ort ist im Laufe der Zeit mit Langbroich zusammengewachsen.
Harzelt hatte 1828 insgesamt 115 Einwohner, 1852 waren es 202 Einwohner. Harzelt bildete mit den Orten Langbroich und Schierwaldenrath die Gemeinde Schierwaldenrath. Mit dem Gesetz zur Neugliederung von Gemeinden des Selfkantkreises Geilenkirchen-Heinsberg vom 24. Juni 1969 wurde die Gemeinde Schierwaldenrath am 1. Juli 1969 in die Gemeinde Gangelt eingegliedert.

### Kirchengeschichte
Die Pfarre St. Mariä Empfängnis setzt sich aus den Orten Langbroich und Harzelt zusammen und ist seit 1855 eigenständig. Die Bevölkerung besteht zum größten Teil aus Katholiken.
Im Zentrum von Langbroich befindet sich die 1859 fertiggestellte Kirche St. Mariä Empfängnis, die auch die Hauptsehenswürdigkeit darstellt. Nahe der Kirche befindet sich ein Denkmal, das an die Gefallenen aus dem Zweiten Weltkrieg erinnert.
Der Ort Harzelt gehörte ursprünglich zur Pfarre Breberen. Nach 1815 bildete Harzelt einen Schulverband mit dem benachbarten Ort Langbroich, der zur Pfarre Gangelt gehörte. 1852 richteten die Bewohner beider Orte ein Gesuch an den Erzbischof von Köln zur Errichtung einer selbstständigen Pfarrei. Am 8. Dezember 1855 wurde die Pfarre St. Mariä Empfängnis errichtet. Erster Pfarrer war Hubert Schrammen (1855–68). Ab 1925 gehört die Pfarre zum Dekanat Gangelt.
Im Zuge der Pfarrgemeindereformen im Bistum Aachen wurde die ehemals eigenständige katholische Pfarrgemeinde St. Mariä Empfängnis Langbroich in die Weggemeinschaft der katholischen Pfarrgemeinden Gangelt eingegliedert.

### Schulwesen
- Volksschule Langbroich, 1925: 1 Klasse, 1 Stufe, 1 Lehrerstelle, 40 Kinder
- Volksschule Langbroich, 1965: 1 Klasse, 1 Lehrerstelle, 40 Kinder
- Volksschule Harzelt, 1965: 2 Klassen, 2 Lehrerstellen, 41 Kinder

## Politik
Gemäß § 3 (1) e) der Hauptsatzung der Gemeinde Gangelt bilden die Orte Langbroich und Harzelt einen Gemeindebezirk. Der wird durch einen Ortsvorsteher im Gemeinderat der Gemeinde Gangelt vertreten. Ortsvorsteher des Gemeindebezirks ist Harry Himpel. (Stand 2017)

## Infrastruktur

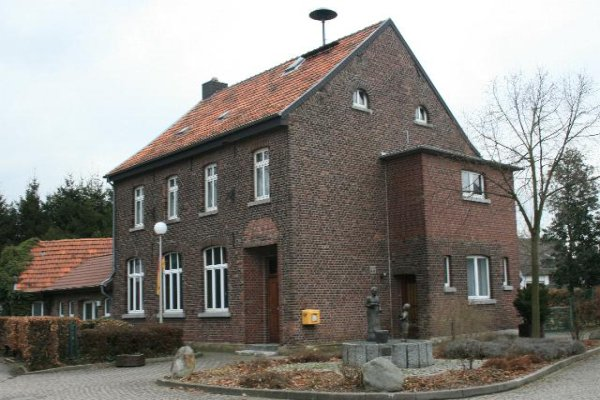
Ehemalige Schule für Langbroich und Harzelt

- Die alte Schule dient als Jugendzentrum, der Bürgertreff ist als kulturelles Zentrum eingerichtet.
- Der Ort hat Anschluss an das Radverkehrsnetz NRW.
- Der Ort lässt sich architektonisch in zwei Hälften teilen. Vom Ortseingang Langbroich bis zur Abzweigung Bergstraße bestimmt eine dichte Aneinanderreihung von älteren Häusern das Ortsbild. Das letzte Stück Harzelts wird hingegen von moderneren einzelnen Häusern dominiert. Aufgrund der Höhenunterschiede zwischen den beiden Teilstücken wird inoffiziell von „Ober-“ und „Unterharzelt“ gesprochen.

## Sehenswürdigkeiten

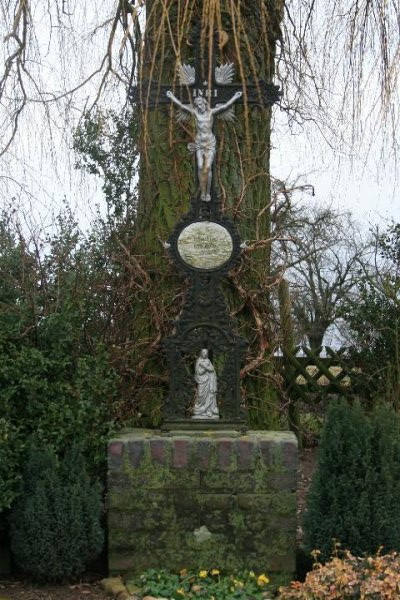
Wegekreuz

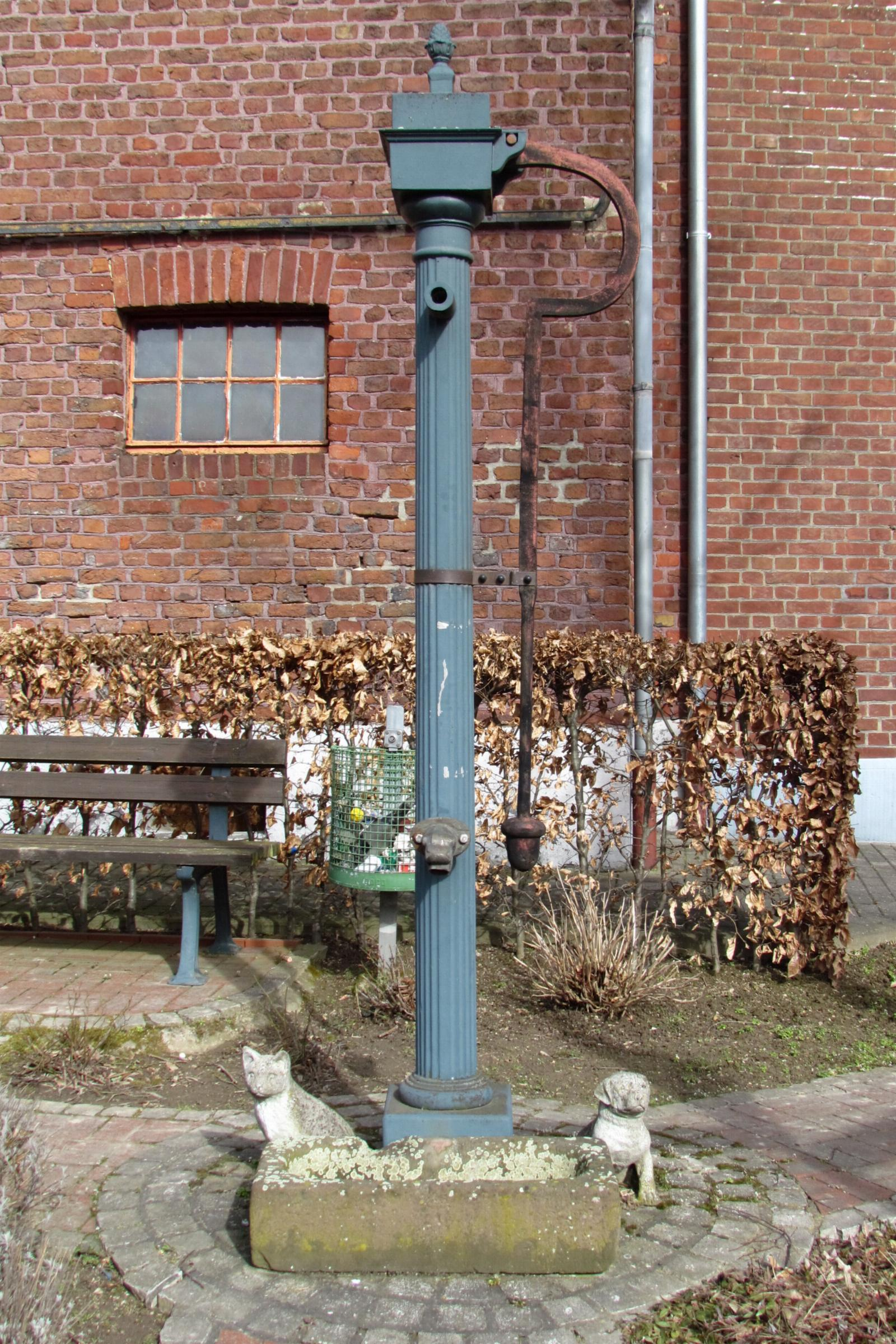
Alte Wasserpumpe

- Katholische Pfarrkirche St. Mariä Empfängnis Langbroich als Denkmal Nr. 44
- Buntverglasung in der katholischen Pfarrkirche[9]
- Kapelle in der Friedhofsmauer als Denkmal Nr. 47
- Kapellchen in Langbroich als Denkmal Nr. 46
- Backsteinhofanlage Palz 17 als Denkmal Nr. 53
- Wohnhaus in Langbroich, als Denkmal Nr. 45
- Wohnhaus mit Schmiede als Denkmal Nr. 58
- Ehemalige Volksschule, als Denkmal Nr. 69

## Vereine
- Freiwillige Feuerwehr Gangelt, Löscheinheit Langbroich-Harzelt
- St. Salvator Schützenbruderschaft Langbroich-Harzelt e. V.
- Trommler- und Pfeifercorbs „Edelweis Langbroich-Harzelt e. V.“
- Instrumentalverein Langbroich-Harzelt e. V.
- Chorgemeinschaft Langbroich-Schierwaldenrath
- Karneval-Gesellschaft „Langbröker Dicke Flaa“
- Spiel Vereinigung SVG Birgden, Langbroich, Schierwaldenrath
- Frauengemeinschaft Langbroich-Schierwaldenrath e. V.
- Tennisclub Langbroich e. V.
- Taubenverein Langbroich-Harzelt e. V.
- Jugendgruppe Alte Schule Langbroich-Harzelt
- Männerballett Langbroich
- Langbröker Selfkanttheater
- Sozialverband VdK Deutschland Ortsverband Birgden betreut Harzelt

## Regelmäßige Veranstaltungen
- Vogelschuss der Bruderschaft
- Patronatsfest und Kirmes
- St. Martin-Umzug

## Verkehr

### Autobahnanbindung
| BAB | Streckenabschnitt        | Anschlussstelle | Entfernung |
| --- | ------------------------ | --------------- | ---------- |
| A46 | Heinsberg – Düsseldorf   | AS Heinsberg    | 10 km      |
| A44 | Aachen – Mönchengladbach | AS Aldenhoven   | 25 km      |
| A4  | Aachen – Köln            | AS Weisweiler   | 35 km      |

### Bahnanbindung
Ab Bahnhof Geilenkirchen (ca. 10 km Entfernung)
| Linie | Linienbezeichnung | Linienverlauf                              |
| ----- | ----------------- | ------------------------------------------ |
| RE 4  | Wupper-Express    | Aachen–Mönchengladbach–Düsseldorf–Dortmund |
| RB 33 | Rhein-Niers-Bahn  | Aachen–Mönchengladbach–Krefeld–Duisburg    |

### Busanbindung
Die AVV-Linie 474 der WestVerkehr verbindet Harzelt an Schultagen mit Breberen, Gangelt und Heinsberg.
Zudem verkehrt der Multi-Bus seit dem 9. Juni 2024 kreisweit erweitert und zu einheitlichen Bedienzeiten. Mehr Informationen gibt es bei WestVerkehr.
| Linie | Verlauf |
| ----- | --- |
| 474   | Heinsberg Busbf – (Aphoven – Laffeld –) Selsten – (Braunsrath – Löcken – Schöndorf – Obspringen – Brüggelchen) / Hontem – Waldfeucht – Bocket – Saeffelen / Abzw. Nachbarheid ← Breberen – (Harzelt ← Langbroich ←) (Kievelberg – Hastenrath) / (Brüxgen – Schümm) / Vinteln – Gangelt |